# Монаша Марія Антонівна
Марія Антонівна Монаша (нар. 1945, село Надлак, тепер Новоархангельського району Кіровоградської області) — українська радянська діячка, доярка, оператор машинного доїння колгоспу «Зоря комунізму» Новоархангельського району Кіровоградської області. Герой Соціалістичної Праці (5.12.1985). Депутат Верховної Ради СРСР 11-го скликання.

## Біографія
Народилася в селянській родині. Освіта середня. 
З 1958 року — доярка, з 1968 року — оператор машинного доїння колгоспу «Зоря комунізму» села Надлак Новоархангельського району Кіровоградської області. Досягала високих надоїв молока, неодноразово виступала ініціатором соціалістичного змагання серед тваринників Кіровоградщини.
Член КПРС з 1974 року.

## Нагороди та відзнаки
- Герой Соціалістичної Праці (5.12.1985)
- орден Леніна (5.12.1985)
- орден Жовтневої Революції
- орден «Знак Пошани»
- медаль «За добесну працю. В ознаменування 100-річчя з дня народження Володимира Ілліча Леніна»
- медалі
- Заслужений працівник сільського господарства Української РСР (1983)